# لئون وود
لئون وود (انگلیسی: Leon Wood؛ زاده ۲۵ مارس ۱۹۶۲) یک بازیکن بسکتبال اهل ایالات متحده آمریکا است.